# Margaret Lockwood
Pour les articles homonymes, voir Lockwood.
Margaret Lockwood est une actrice britannique, née le 15 septembre 1916 à Karachi (actuel Pakistan) et morte le 15 juillet 1990 à Kensington (Londres).

## Filmographie

### Au cinéma
- 1934 : Les Maudits du château-fort (Lorna Doone) de Basil Dean : Annie Ridd
- 1935 : The Case of Gabriel Perry (en) d'Albert de Courville : Mildred Perry
- 1935 : Honours Easy (en) de Herbert Brenon : Ann
- 1935 : Man of the Moment (en) de Monty Banks : Vera
- 1935 : Midshipman Easy de Carol Reed : Donna Agnes
- 1935 : Someday de Michael Powell : Emily
- 1936 : Jury's Evidence (en) de Ralph Ince : Betty Stanton
- 1936 : Le Gentilhomme amateur (en) (The Amateur Gentleman) de Thornton Freeland : Georgina Huntstanton
- 1936 : Le Vagabond bien-aimé (The Beloved Vagabond) de Curtis Bernhardt : Blanquette
- 1936 : Irish for Luck (en) d'Arthur B. Woods : Ellen O'Hare
- 1937 : The Street Singer de Jean de Marguenat : Jenny Green
- 1937 : L'Ami de Madame (Who's Your Lady Friend?) de Carol Reed : Mimi
- 1937 : Doctor Syn de Roy William Neill : Imogene Clegg
- 1937 : Melody and Romance (en) de Maurice Elvey : Margaret Williams
- 1938 : Owd Bob (en) de Robert Stevenson : Jeannie McAdam
- 1938 : Week-end (Bank Holiday) de Carol Reed : Catherine Lawrence
- 1938 : Une femme disparaît (The Lady Vanishes) d'Alfred Hitchcock : Iris Matilda Henderson
- 1939 : A Girl Must Live de Carol Reed : Leslie James
- 1939 : Susannah (Susannah of the Mounties) de William A. Seiter et Walter Lang : Vicky Standing
- 1939 : Les Maîtres de la mer (Rulers of the Sea) de Frank Lloyd : Mary Shaw
- 1940 : Sous le regard des étoiles (The Stars Look Down) de Carol Reed : Jenny Sunley
- 1940 : Train de nuit pour Munich (Night Train to Munich) de Carol Reed : Anna Bomasch
- 1940 : Le Dernier Témoin (Girl in the News) de Carol Reed : Anne Graham
- 1941 : Mariage sans histoires (Quiet Wedding) d'Anthony Asquith : Janet Royd
- 1942 : Alibi (en) de Brian Desmond Hurst : Helene Ardouin
- 1943 : L'Homme en gris (The Man in Grey) de Leslie Arliss : Hesther
- 1943 : Dear Octopus (en) de Harold French : Penny Randolph
- 1944 : Give Us the Moon (en) de Val Guest : Nina
- 1944 : Love Story de Leslie Arliss : Lissa Campbell
- 1945 : Le Médaillon fatal (A Place of One's Own) de Bernard Knowles : Annette
- 1945 : Sa dernière chanson (en) (I'll Be Your Sweetheart) de Val Guest : Edie Story
- 1945 : Le Masque aux yeux verts (The Wicked Lady) de Leslie Arliss : Barbara Worth
- 1946 : La Perle noire (Bedelia) de Lance Comfort : Bedelia Carrington
- 1947 : Hungry Hill de Brian Desmond Hurst : Fanny Rose Flower
- 1947 : Jassy de Bernard Knowles : Jassy
- 1947 : The White Unicorn de Bernard Knowles : Lucy
- 1948 : Look Before You Love de Harold Huth : Ann Markham
- 1949 : Cardboard Cavalier de Walter Forde : Nell Gwynne
- 1949 : Madness of the Heart de Charles Bennett : Lydia Garth
- 1950 : Mission dangereuse (Highly Dangerous) de Roy Ward Baker : Frances Gray
- 1952 : Trent's Last Case de Herbert Wilcox : Margaret Manderson
- 1953 : Laughing Anne de Herbert Wilcox : Laughing Anne
- 1954 : Trouble in the Glen de Herbert Wilcox : Marissa Mengues
- 1955 : Cast a Dark Shadow de Lewis Gilbert : Freda Jeffries
- 1976 : The Slipper and the Rose: The Story of Cinderella de Bryan Forbes : la belle-mère

### À la télévision
- 1948 : Pygmalion (téléfilm) : Eliza Doolittle
- 1957 : The Royalty (série) : Mollie Miller
- 1965 : The Flying Swan (série) : Mollie Manning
- 1971 : Justice (série) : Harriet Peterson